# 君士坦丁堡战役 (922年)
922年君士坦丁堡战役是发生于拜占庭帝国首都君士坦丁堡郊区的一场战役，交战双方是保加利亚第一帝国和拜占庭帝国。是年夏，拜占庭皇帝羅曼努斯一世派遣萨克提基奥斯（Saktikios）率军应对一场保加利亚人对君士坦丁堡郊区的侵袭，拜占庭军队攻下保加利亚人的营地，但在与保加利亚的主力对阵时被击败。萨克提基奥斯在溃逃中受了重伤，并在第二天晚上死亡。
922年时保加利亚人已经控制了大半个巴尔干地区，并且几乎未遭到什么抵抗地持续洗劫拜占庭的乡下地区。但是他们缺乏海军，无法对君士坦丁堡发动成功的包围。在发现保加利亚试图与阿拉伯人谈判联合进攻君士坦丁堡后，拜占庭人及时反制。巴尔干地区的战略局势维持不变，直到双方于927年签订了和平协定，承认了保加利亚君主的皇帝头衔以及保加利亚教会为自主教会。

## 背景
在自己短暂的在位时期，拜占庭皇帝亚历山大（在位时间为912年－913年）与保加利亚君主西美昂一世发生了冲突。西美昂一世一直希望获得皇帝头衔，于是借机发动了战争。借着913年6月亚历山大去世后，拜占庭帝国陷入混乱的时机，保加利亚人未受抵抗地抵达君士坦丁堡，并强迫年幼的君士坦丁七世的摄政承认西美昂的皇帝头衔（沙皇）。在914年的一场宫廷政变之后，新上任的摄政撤回了这一让步，并召集起了包括小亚细亚在内的全部军队，想要一劳永逸地解决保加利亚人的威胁。在917年毁灭性的阿克卢斯河战役中，拜占庭大军被歼灭，保加利亚人掌管了巴尔干半岛。他们每年都来到君士坦丁堡城牆下以及科林斯地峽。而拜占庭此后所有对保加利亚军队的战斗，包括卡塔斯尔泰、阿库亚卡利达和佩盖等全部以失败收场。
尽管在陆地上占据了制霸地位，但是西美昂意识到他需要海军协助才能攻克君士坦丁堡。922年，他秘密派遣使节到马赫迪耶，与法蒂玛王朝哈里发阿卜杜拉·马赫迪谈判，要求他们派遣一支强大的阿拉伯海军协助。西美昂提议将所有战利品平分，保加利亚保有君士坦丁堡，而法蒂玛王朝获得拜占庭帝国在西西里以及南意大利的领土。

## 战役

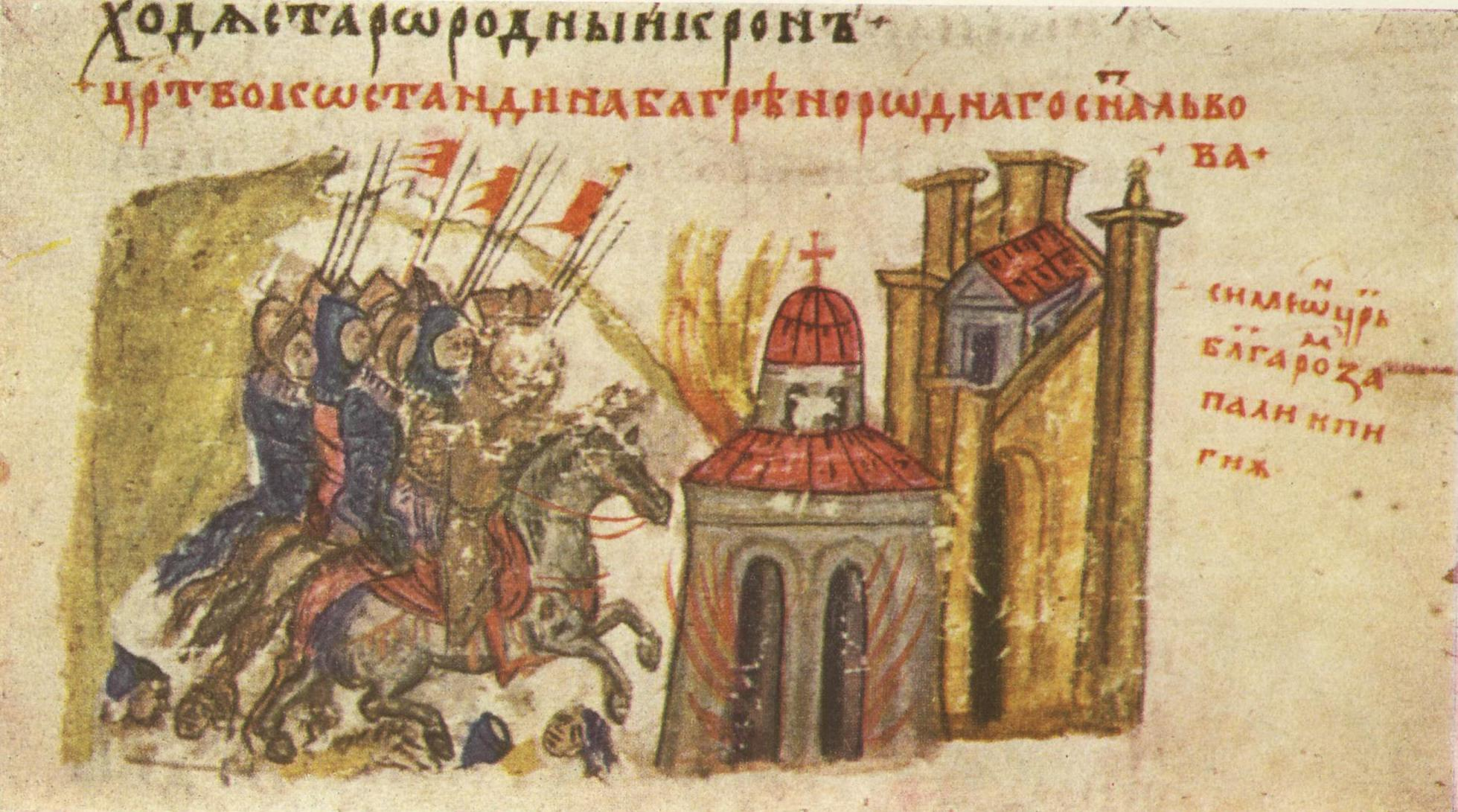
保加利亚人焚毁君士坦丁堡郊区的一座教堂，来自《君士坦丁·马纳塞斯》

为了转移拜占庭对秘密条约的注意力，922年夏保加利亚人在东色雷斯发动了攻势。他们占据并进驻了该地区的多个要塞，包括比兹耶城。6月他们抵达君士坦丁堡郊区，并焚毁了位于金角湾的狄奥多拉宫。
作为回应，皇帝羅曼努斯一世在一场宴会上召集了近卫军的指挥官并敦促他们去接敌。次日，其中的一位指挥官萨克提基奥斯发动了对保加利亚人的突袭。当大多数保加利亚士兵被驱散以掠夺乡村时，拜占庭人袭击了保加利亚营地并屠杀了留在那里的少数守卫者。保加利亚军队的主力在得知袭击的讯息后，便返回营地与敌军交战。在随后的激烈斗争中，尽管萨克提基奥斯个人奋勇杀敌，但保加利亚人还是占了上风，迫使拜占庭人逃亡，拜占庭的编年史家称萨克提基奥斯“杀死了许多人”。在溃败途中，萨克提基奥斯的马陷入河中的淤泥里，这位拜占庭指挥官大腿受伤。他的士兵将马救出来，并把萨克提基奥斯带到了布拉赫奈宫。他被安置在了布拉赫奈圣玛丽教堂，并在次日晚上死在了那里。

## 后续

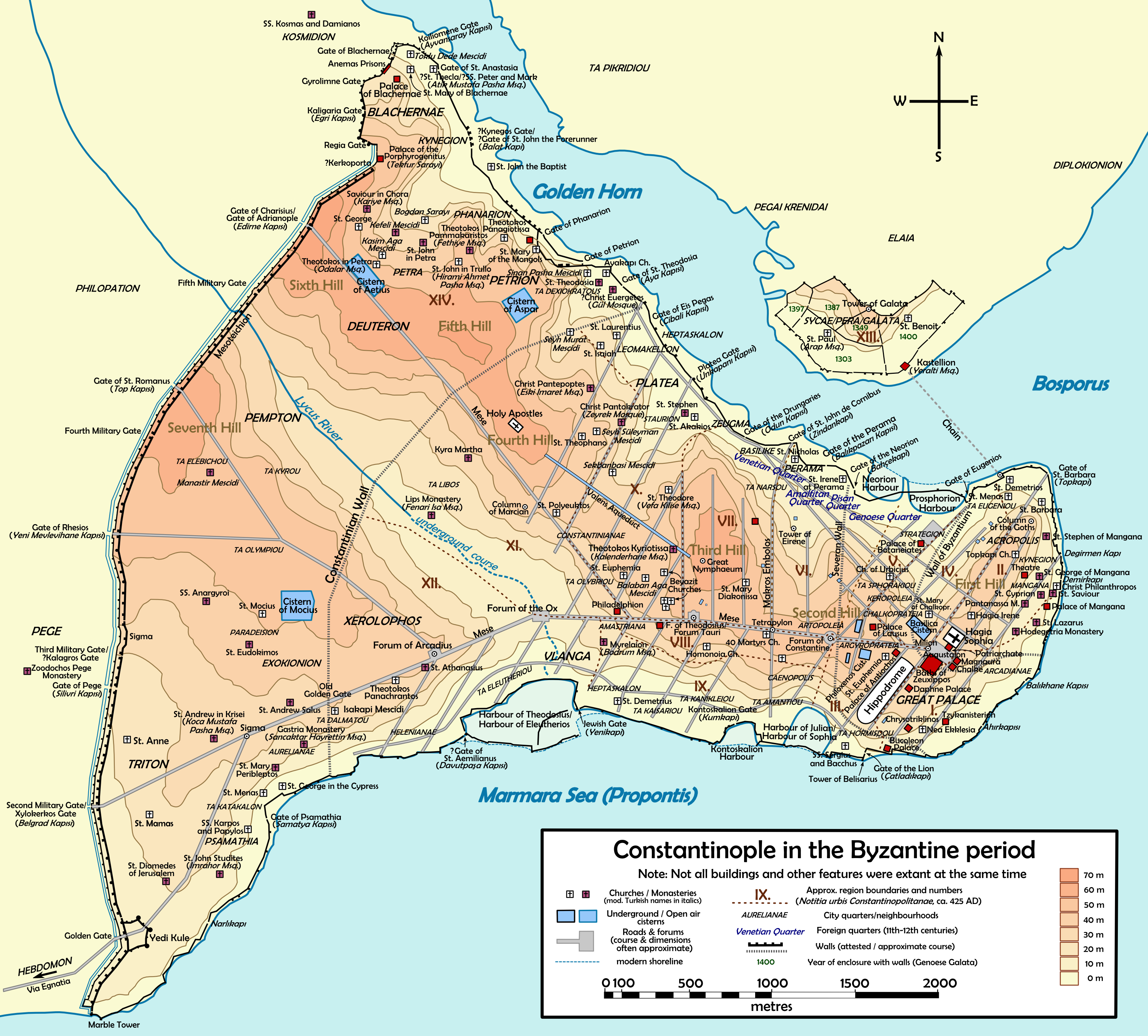
君士坦丁堡地图，金角湾在北侧，布拉赫奈在西北部

这次胜利之后，西美昂一世在给君士坦丁堡大主教尼古拉斯·米斯提科斯以及罗曼努斯的共治皇帝君士坦丁七世[1]的信件中提议和谈。但是，他的意图是借谈判拖延时间，直到他的使者从自法蒂玛王朝返回。在西美昂与尼古拉斯互相写信的同时，军事行动仍在继续。几周之后，保加利亚人占领了拜占庭在色雷斯最重要的城市阿德里安堡。阿德里安堡的陷落使得君士坦丁堡城内开始担心保加利亚人即将对该城市发动袭击。拜占庭威胁西美昂一世将煽动马扎尔人、佩切涅格人以及基辅罗斯人进攻保加利亚东北部，就像他们在894至896年拜占庭-保加利亚战争中所做的那样。但是西美昂深知这些只是空辞，因为拜占庭无力挑动这些威胁。
与此同时，保加利亚的使节受到了马赫迪的热烈欢迎。这位法蒂玛王朝的哈里发接受了保加利亚人的条款，并派遣自己的使者跟随着去西美昂那里。但是在返程途中他们的船只被拜占庭俘获，后者于是设法击败了保加利亚人，并成功使法蒂玛王朝同意不会进攻。此后，保加利亚人仍掌控着巴尔干半岛的大部分地区，并在924年吞并了拜占庭的盟友塞尔维亚，但是没有海军的支援，无法对君士坦丁堡发动决定性的袭击。这场战争一直持续到了927年西美昂去世，他的儿子彼得一世与拜占庭签订了和平协定，承认了保加利亚君主的皇帝头衔，以及保加利亚教会为自主教会，以换取西美昂一世从917年起征服的色雷斯的大部分土地。

### 脚注
1. ↑  Andreev & Lalkov 1996，第97頁
2. ↑  Fine 1991，第143頁
3. ↑  Fine 1991，第145–148頁
4. ↑  Andreev & Lalkov 1996，第100頁
5. ↑  Zlatarski 1972，第382, 408–410頁
6. ↑  Andreev & Lalkov 1996，第102頁
7. ↑  Zlatarski 1972，第418頁
8. ↑  Zlatarski 1972，第419–420頁
9. 1 2 3  Zlatarski 1972，第421頁
10. 1 2 3 4 5  "Continuation of the Chronicle of George Hamartolos" in GIBI, vol. VI, Bulgarian Academy of Sciences, Sofia, p. 146 （页面存档备份，存于）
11. 1 2  "Synopsis of Histories by John Skylitzes" in GIBI, vol. VI, Bulgarian Academy of Sciences, Sofia, p. 252 （页面存档备份，存于）
12. ↑  "Synopsis of Histories by John Skylitzes" in GIBI, vol. VI, Bulgarian Academy of Sciences, Sofia, p. 253 （页面存档备份，存于）
13. ↑  Zlatarski 1972，第420–425頁
14. ↑  Zlatarski 1972，第425頁
15. ↑  Andreev & Lalkov 1996，第101–102頁
16. ↑  Zlatarski 1972，第426頁
17. ↑  Zlatarski 1972，第428頁
18. ↑  宋毅 2015，第030–031頁
19. ↑  Zlatarski 1972，第433–434頁
20. ↑  Andreev & Lalkov 1996，第108–109頁
21. ↑  Fine 1991，第151頁
22. ↑  Zlatarski 1972，第423頁

### 书籍
- Андреев (Andreev), Йордан (Jordan); Лалков (Lalkov), Милчо (Milcho). . Велико Търново (Veliko Tarnovo): Абагар (Abagar). 1996. ISBN 954-427-216-X （保加利亚语）.
- Колектив (Collective). . София (Sofia): Издателство на БАН (Bulgarian Academy of Sciences Press). 1965  [2019-12-28]. （原始内容存档于2019-09-02） （保加利亚语及德语）.
- Fine, J. . University of Michigan Press（英语：University of Michigan Press）. 1991. ISBN 0-472-08149-7.
- 宋毅 (编). . . 长春: 时代文艺出版社. 2015. ISBN 978-7-5387-4881-9.
- Златарски (Zlatarski), Васил (Vasil).  2. София (Sofia): Наука и изкуство (Nauka i izkustvo). 1972 [1927]  [2019-12-28]. OCLC 67080314. （原始内容存档于2020-02-23） （保加利亚语）.

42°02′N 28°56′E / 42.033°N 28.933°E